# 1206 Numerowia
1206 Numerowia este un asteroid din centura principală, descoperit pe 18 octombrie 1931 de Karl Reinmuth.